# Juan Blas de Castro
Juan Blas de Castro (Barrachina, provincia de Teruel, h. 1561-Madrid, 6 de agosto de 1631) fue un cantor, músico y compositor español.

## Biografía
Nacido en Barrachina, en la provincia de Teruel, España, fue el segundo de cuatro hermanos. En 1592 pasó a formar parte de la corte del duque de Alba en Alba de Tormes, Salamanca, junto con su amigo Lope de Vega. Durante su estancia, musicó varios poemas de Lope, por ejemplo el romance "¡Ay amargas soledades / de mi bellísima Filis!".  Ambos abandonarían Salamanca juntos. En 1597 se convirtió en Músico de Cámara de Felipe III y a partir del 15 de junio de 1599 en ujier. Así, Blas de Castro estuvo como criado de pleno derecho en Valladolid, sede temporal de la corte real, pero en 1604 quedó ciego; en 1605 entró al servicio de Felipe III como cantante y vihuelista, puesto que conservó con Felipe IV. De vuelta en Madrid, a partir de 1606 colaboraría estrechamente con Lope de Vega, quien elogió su arte en muchos pasajes de sus obras. También le dedicaría textos elogiosos Tirso de Molina y Cristóbal Suárez de Figueroa. Lope escribió lo siguiente sobre su música en El acero de Madrid (1608):
Arroyuelos cristalinos, / ruido sonoro y manso / que parece que corréis / tonos de Juan Blas cantando... / porque, ya corriendo aprisa, / y ya en las guijas despacio, / parece que entráis en fugas / y que sois tiples y bajo.
Al fallecer el compositor en 1631, Felipe IV ordenó que se depositase en la Biblioteca del Real Alcázar de Madrid una copia de cada una de sus obras, pero por desgracia fueron destruidas pocos años después, durante el incendio que lo devastó el 14 de diciembre de 1634. En La Jerusalén conquistada, XIX, escribe Lope:
Canta Juan Blas seguro (aunque lo impida / la envidia) de la verde siempre rama, / que mi letra en tus tonos conocida / de tu solfa semínima se llama; / si vivieren tus puntos, tendré vida, / si vivieren mis versos, tendrás fama.
Y en La Filomena:
Las ninfas os harán ricos altares, / yo villancicos y Juan Blas los tonos / que cantarán en versos singulares.
En La vega del Parnaso, 1637, los editores póstumos de esta última antología de obras inéditas de Lope incluyeron una sentidísima elegía, "Elogio en la muerte de Juan Blas de Castro", en la que recordaba los tiempos en que era su confidente en la corte de Alba de Tormes, donde ambos trabajaban para el duque, de sus amores con Filis. No debe extrañar que, en su novela pastoril La Arcadia, personifique a Orfeo en el excelente músico "Brasildo". Y en El peregrino en su patria escribe que "en nombrando a Juan Blas se nombra a Orfeo".

## Obra
En el Cancionero de la Sablonara se conservan dieciocho tonos suyos: trece romances y otras cinco obras profanas. El más célebre de ellos es "Entre dos álamos verdes". Lope y Góngora fueron los maestros del tono, romances con estribillos profanos. A su muerte se encontraron 771 tonos polifónicos y de tema popular, la mayoría de los cuales no se han conservado. Hay manuscritos suyos en Segorbe y en el Pilar y la Seo de Zaragoza. La mayor parte de su producción se centró en la música escénica, que tampoco ha llegado hasta nosotros.